# 青島神社 (中国)

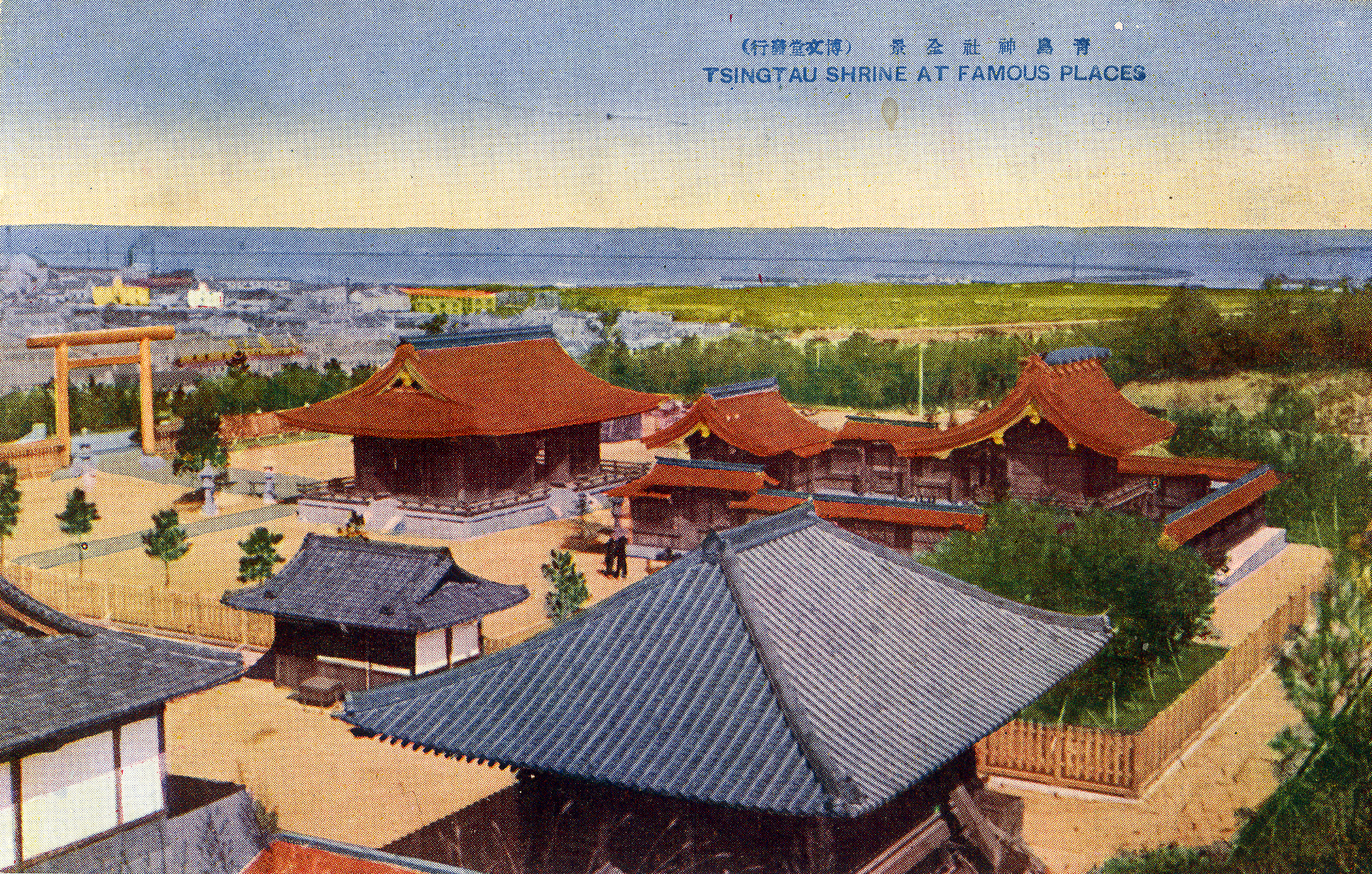
青島神社

青島神社（チンタオじんじゃ）は、現在の中華人民共和国山東省青島市市北区にかつて存在した神社である。
青島神社は1917年から1919年までに創建し、敷地面積は約6900坪だった。主な建築は大鳥居、120段の石階段、第二鳥居、拝殿と本殿がある。戦後、ほとんどの神社建築が解体され、現在残っている遺構は120段の石階段、石灯籠の基礎部分と第二鳥居の基礎部分などがある。
青島は元々、ドイツ帝国の植民地（膠州湾租借地）だったが、旧日本軍は1914年11月7日に青島を占領した。1915年1月、青島守備軍が青島神社の創建を決定した。1919年11月7日、鎮座祭が行われた。
日中戦争（太平洋戦争）の終戦後、青島神社は解体が進み、1956年に公園として改造されたが、一部の建築は1970年代まで残っていた。